# Женихът
„Женихът“ (на френски: Pouic-Pouic) е френска кинокомедия от 1963 г. на френския кинорежисьор Жан Жиро. Сценарият е на Жан Жиро и Жак Вилфрид. Главната роля на Леонар Монестие се изпълнява от френския киноартист Луи дьо Фюнес. В ролята на Патрисия участва френската киноактриса Мирей Дарк.

## Сюжет
Внимание:  Текстът по-долу разкрива сюжета на произведението (или части от него)!
Леонар Монестие е баща на Патрисия. За да се отърве от своя 40-годишен обожател хитрата Патрисия помолва млад шофьор да се представя за неин съпруг. Той се съгласява и целта е постигната. Шофьорът изиграва своята роля толкова дорбе, че всички го приемат за новия съпруг на Патрисия...

## В ролите
| Актьор         | Роля                            |
| -------------- | ------------------------------- |
| Луи дьо Фюнес  | Леонар Монестие                 |
| Мирей Дарк     | Патрисия Монестие               |
| Роже Дюма      | Пол Монестие                    |
| Жаклин Майлан  | Синтия Монестие, жена на Леонар |
| Кристиан Марен | Шарл                            |
| Филип Нико     | Симон Гилбо                     |
| Ги Трежан      | Антоан Бравин                   |